# Bagdad (film, 1949)
Pour les articles homonymes, voir Bagdad (homonymie).
Pour plus de détails, voir Fiche technique et Distribution.

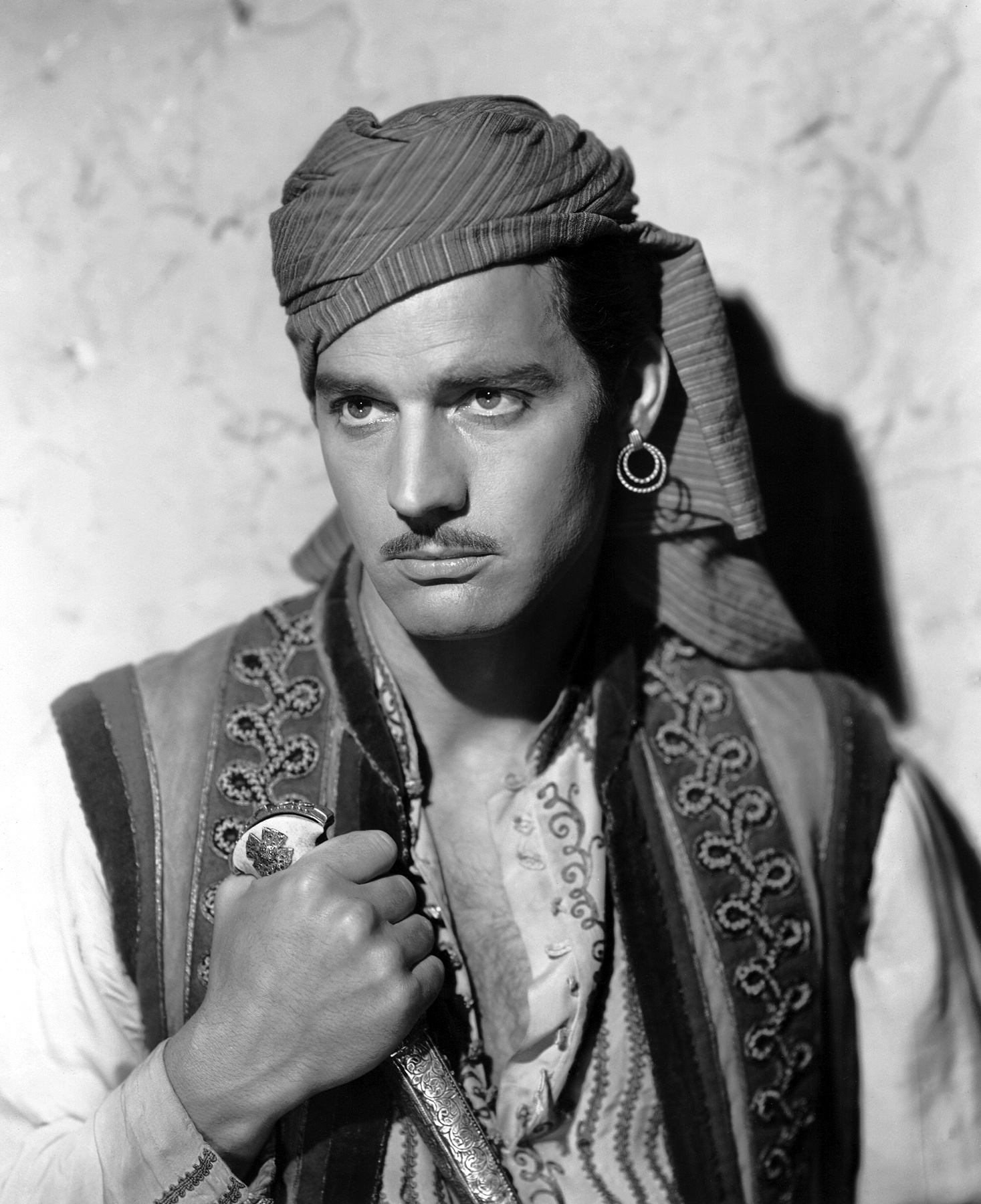
Paul Hubschmid

Bagdad est un film américain réalisé par Charles Lamont et sorti en 1949.

## Synopsis
À la fin de ses études en Angleterre, la princesse Marjane revient dans son pays où elle découvre son père assassiné par l'organisation des « Burnous noirs ». Elle porte ses soupçons sur le prince Ahmed Kabar mais en tombe amoureuse...

## Fiche technique
- Titre original : Bagdad
- Réalisation : Charles Lamont
- Scénario : Robert Hardy Andrews d'après une histoire de Tamara Hovey
- Production : Robert Arthur et Morgan Cox (assistant producteur)
- Société de production : : Universal Pictures
- Photographie : Russell Metty
- Montage : Russell F. Schoengarth
- Direction musicale : Milton Schwarzwald
- Musique : Frank Skinner (non crédité)
- Direction artistique : Alexander Golitzen et Bernard Herzbrun
- Costumes : Yvonne Wood
- Pays d'origine : États-Unis
- Format : Couleur (Technicolor) - Son : Mono (Western Electric Recording)
- Genre : Aventure orientale
- Durée : 82 minutes
- Dates de sortie :
  - États-Unis : 23 novembre 1949
  - France : 24 novembre 1950

## Distribution
- Maureen O'Hara : Princesse Marjane
- Paul Hubschmid : Prince Ahmed Kabar / Hassan
- Vincent Price : Pasha Ali Nadim
- John Sutton : Raizul
- Jeff Corey : Mohammed Jao
- Frank Puglia : Saleel
- Fritz Leiber : Emir
- David Wolfe : Mahmud
- Otto Waldis : Marengo
- Leon Belasco : Mendiant
- Anne P. Kramer : Tirza